# 都塚古墳
都塚古墳（みやこづかこふん）は、奈良県高市郡明日香村阪田にある古墳。形状は方墳。国の史跡に指定されている。
別称を「金鳥塚」とも。6世紀後半（古墳時代後期）の築造で、蘇我稲目の墓と推定する説がある。

## 概要

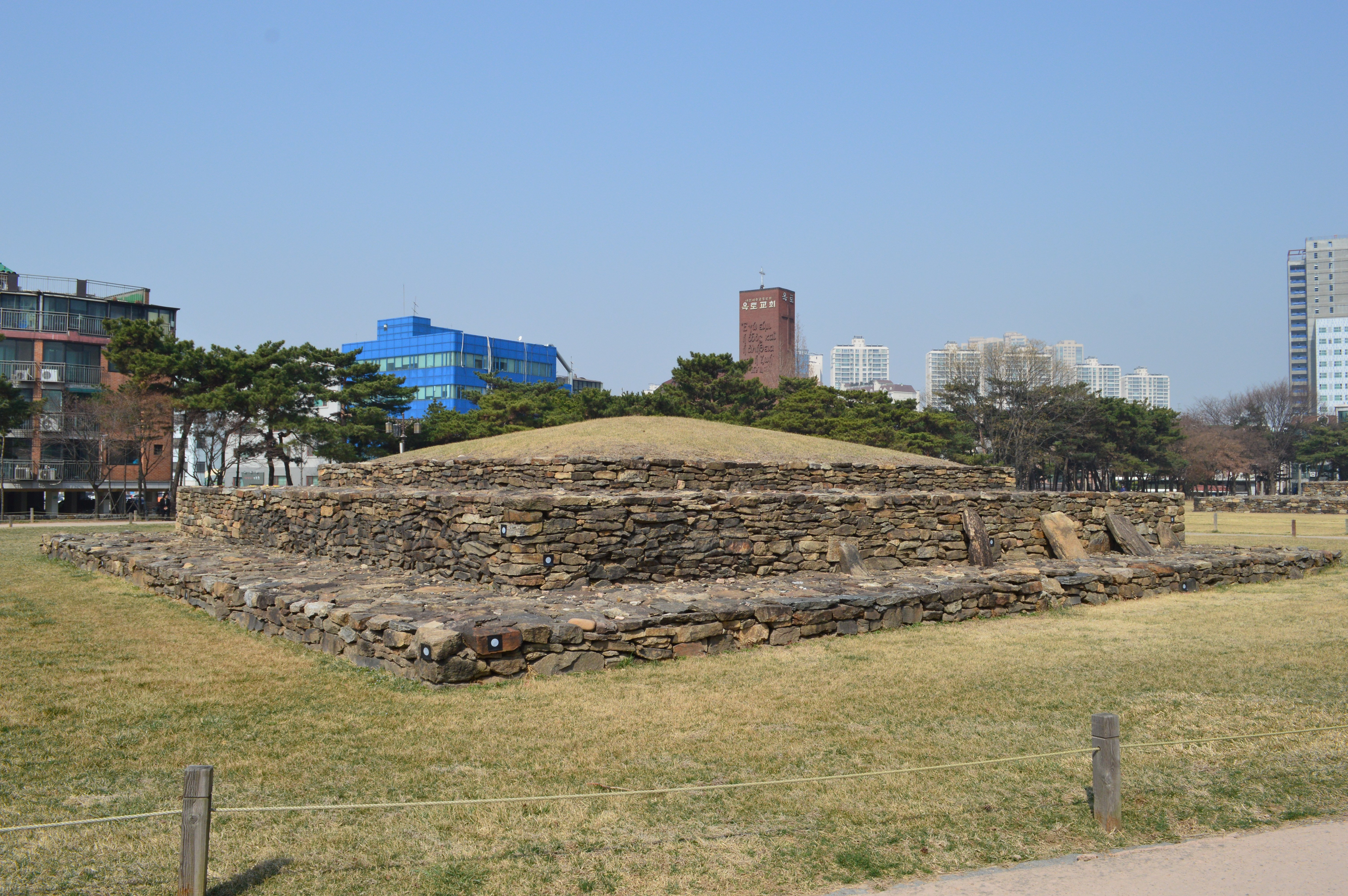
百済の階段状積石塚の例韓国ソウル特別市石村洞の石村洞4号墳。

奈良盆地南東縁、明日香村中央部の石舞台古墳（明日香村島庄）の南南東約400メートルの尾根上に位置する大型方墳である。1967年（昭和42年）に関西大学文学部考古学研究室による調査が、2013年-2014年度（平成25年-26年度）に明日香村教育委員会・関西大学文学部考古学研究室による調査が実施されている。
墳形は方形で、復原規模は東西41メートル・南北42メートル、高さ4.5メートル以上を測る。墳丘表面では階段状に積み石がなされ、各段0.3-0.6メートルが計4段以上あったとされる。このような「階段ピラミッド」構造については、5世紀頃に高句麗・百済で見られる階段状積石塚との関連が指摘される。墳丘周囲には周濠が巡らされており、この周濠は幅1.0-1.5メートル、深さ0.4メートルを測る。埋葬施設は両袖式横穴式石室で、南西方向に開口し、石室長は約12メートルを測る。石室内部には刳抜式家形石棺が据えられたほか、木棺（非現存）の追葬が推定される。盗掘に遭っているため、副葬品のほとんどは散逸している。
築造時期は、古墳時代後期の6世紀後半と推定される。その築造には約3万人が関わったと推計される。一帯は飛鳥時代において蘇我氏が勢力を持った地域とされており、蘇我馬子の墓と推定される石舞台古墳や（都塚古墳と石舞台古墳は双墓か）、馬子の邸宅と推定される島庄遺跡などが知られる。本古墳についても、石舞台古墳よりやや遡ることから馬子の父の蘇我稲目（欽明天皇32年（570年?）没）とする説が挙げられている。また、当時は前方後円墳の終焉から定型化大型方墳への過渡期であったことから、前方後円墳に代わる次の形式を模索する過程で、本古墳が中国・朝鮮半島の積石塚を参考にして築造されたとする説がある。なお墳丘・石室では、後世の地震（宝永地震または安政東海・安政南海地震か）によると見られる地割れや石室の亀裂も認められている。
古墳域は2017年（平成29年）に国の史跡に指定されている。

## 埋葬施設

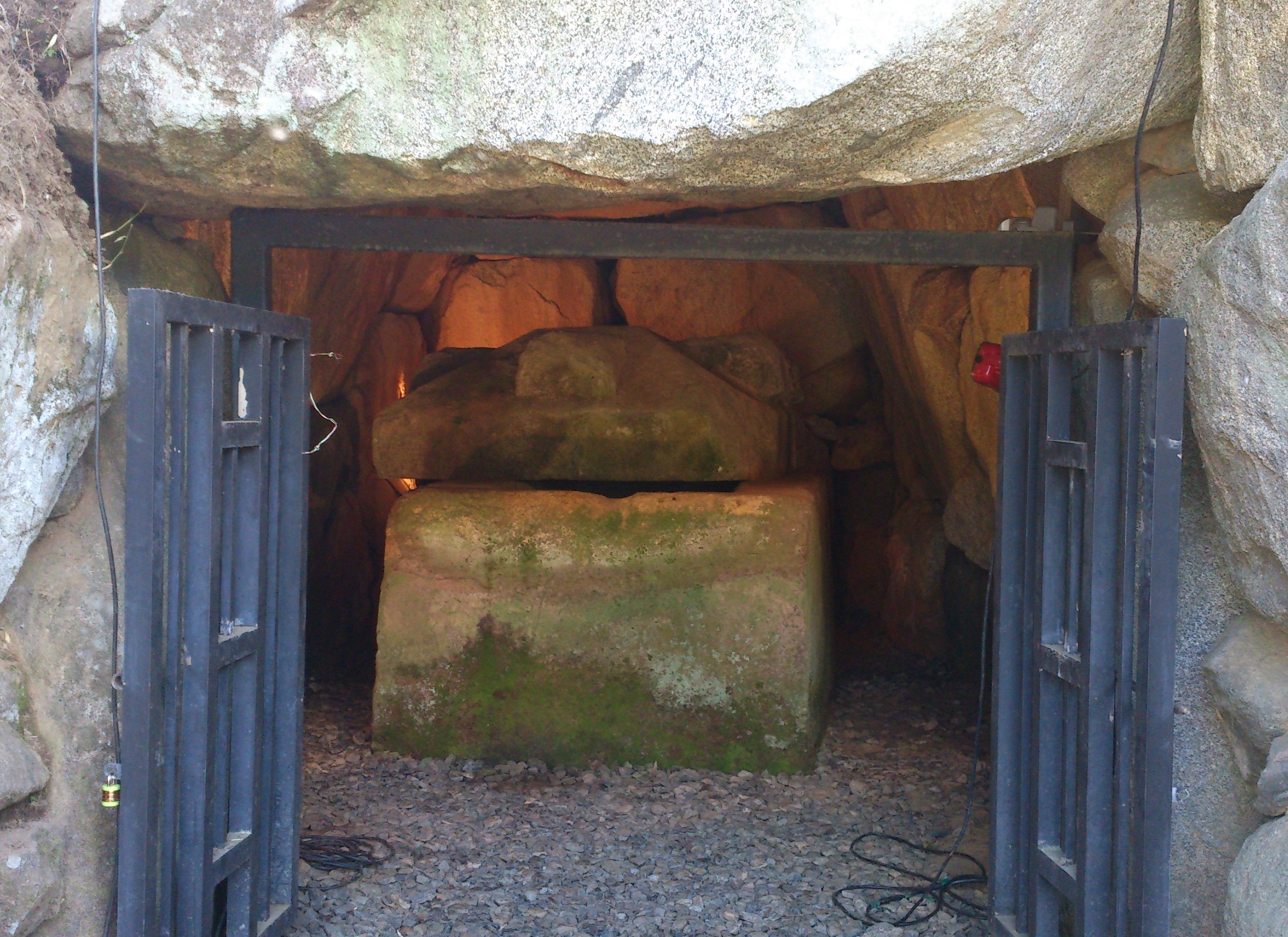
玄室内部中央に刳抜式家形石棺。

埋葬施設には石英閃緑岩（飛鳥石）による両袖式横穴式石室が使用されている。石室の規模は次の通り。
- 全長：12.2メートル
- 玄室
  - 長さ：5.3メートル
  - 幅：2.8メートル
  - 高さ：3.55メートル
- 羨道
  - 長さ：6.9メートル
  - 幅：1.9-2.0メートル
  - 高さ：約2メートル

玄室中央には、二上山産凝灰岩製の刳抜式家形石棺が据えられている。この石棺は、棺身長2.23メートル、棺身幅1.46メートル、棺身高1.08メートル、総高1.72メートルを測る。また、棺台が存在することから木棺（非現存）が追葬されたと見られている。この石室は盗掘を受けたため副葬品のほとんどは散逸しているが、調査により鉄製品など（後述）が発見されている。
なお、石室の開口方向は石舞台古墳石室の開口方向と同じである。

## 出土品
主な出土品は次の通り。
- 土師器
- 須恵器
- 鉄製品 - 刀子・鉄鏃・鉄釘・小札。
- 瓦器

## 文化財

### 国の史跡
- 都塚古墳 - 2017年（平成29年）10月13日指定[9][8]。

## 関連文献
（記事執筆に使用していない関連文献）
- 明日香村教育委員会文化財課・関西大学文学部考古学研究室編 編『都塚古墳発掘調査報告書 飛鳥の多段築墳の調査（明日香村文化財調査報告書 第12集）』明日香村教育委員会文化財課、2016年。